# DJ Khalil

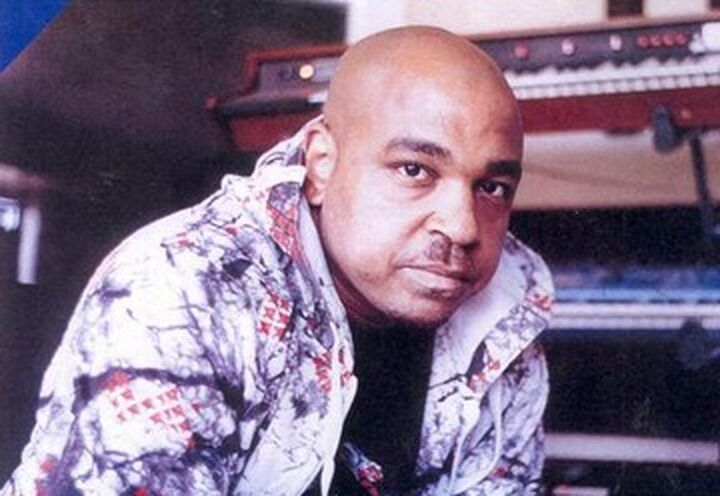
DJ Khalil

DJ Khalil (bürgerlich Khalil Abdul-Rahman) ist ein US-amerikanischer Musikproduzent aus Los Angeles.

## Leben
DJ Khalil wuchs in Los Angeles als Sohn des NBA-Spielers Mahdi Abdul-Rahman auf, der ein großer Jazz-Liebhaber war. So kam Khalil schon früh in seinem Leben mit Musik in Berührung. Dadurch beschäftigte er sich in der Folge viel mit DJing und entschloss schließlich sich auch als Produzent zu versuchen, beeinflusst von Pete Rock, DJ Premier und Ali Shaheed Muhammad, die alle ebenfalls sowohl DJ waren, als auch produzierten. Bald darauf traf er auch Chace Infinite, den er beim Basketballspielen kennenlernte. Mit ihm zusammen gründete er die Gruppe Self Scientific.
Khalils Produktionen erregten 2003 schließlich die Aufmerksamkeit von Dr. Dre, als dieser Khalils Beats auf einer Demoaufnahme der Musikerin Brooklyn hörte. Dre verpflichtete ihn daraufhin für das Produzententeam seines Labels Aftermath Entertainment. Dies erlaubte ihm mit vielen bekannten Künstlern zusammenzuarbeiten und festigte seine Position in der Szene.
Außerdem ist Khalil Teil der Gruppe The New Royales, eine Alternative-Band, die Rockmusik mit Hip-Hop kombiniert.

## Produktionen (Auswahl)
- 2003: Lay You Down von G-Unit
- 2003: Candi Bar von Keith Murray
- 2006: Da Shit von The Game
- 2006: I Made It von Jay-Z
- 2007: I’ll Still Kill von 50 Cent Featuring Akon
- 2008: Love Me No More von Jim Jones Featuring Cobe
- 2009: Kinda Like A Big Deal von Clipse Featuring Kanye West
- 2010: Talkin’ 2 Myself, Won’t Back Down, 25 to Life und Almost Famous auf Recovery von Eminem
- 2013: Survival auf The Marshall Mathers LP 2 von Eminem
- 2017: Castle auf Revival von Eminem
- 2021: Hurricane auf Donda von Kanye West